# Saltos ornamentais no Campeonato Europeu de Esportes Aquáticos de 2016 - Trampolim 3 m sincronizado masculino
A prova do trampolim 3 m sincronizado masculino dos saltos ornamentais no Campeonato Europeu de Esportes Aquáticos de 2016 ocorreu no dia 13 de maio em Londres, no Reino Unido. 

## Calendário
| Fase  | Data       | Hora  |
| ----- | ---------- | ----- |
| Final | 13 de maio | 21:00 |

Todos os horários estão no horário local (UTC+0)

## Medalhistas
| Ouro                                     | Prata                                     | Bronze                                          |
| Reino Unido · Jack Laugher · Chris Mears | Rússia · Ilya Zakharov · Evgeny Kuznetsov | Ucrânia · Illya Kvasha · Oleksandr Horshkovozov |

## Resultados
Esses foram os resultados da competição.
| Pos.              | Saltador                            | Nacionalidade |        |
| Pos.              | Saltador                            | Nacionalidade | Pontos |
| ----------------- | ----------------------------------- | ------------- | ------ |
| Medalha de ouro   | Jack Laugher Chris Mears            | Reino Unido   | 456.81 |
| Medalha de prata  | Ilya Zakharov Evgeny Kuznetsov      | Rússia        | 445.23 |
| Medalha de bronze | Illya Kvasha Oleksandr Horshkovozov | Ucrânia       | 439.86 |
| 4                 | Andrzej Rzeszutek Kacper Lesiak     | Polónia       | 381.45 |
| 5                 | Constantin Blaha Fabian Brandl      | Áustria       | 365.85 |
| 6                 | Simon Rieckhoff Jonathan Suckow     | Suíça         | 350.43 |
| 7                 | Yauheni Karaliou Yury Naurozau      | Bielorrússia  | 346.02 |